# Mark Sanchez (basket-ball)
Mark Sanchez, né le 17 janvier 1987, à Tucson, dans l'Arizona, est un joueur américo-mexicain de basket-ball. Il évolue au poste d'ailier fort.

## Biographie
Le 15 juin 2015 sur les réseaux sociaux, il annonce la fin de sa carrière à seulement 28 ans.

## Clubs successifs
- 2009 - 2010 : 
  -  Hapoël Holon (D1)
  -  Lobos Grises De la UAD Durango (D1)
- 2010 - 2012 :  Aris Leeuwarden (Eredivisie)
- 2012 - 2014 :  ECE Bulls Kapfenberg (Bundesliga)
- 2014 - 2015 : 
  -  ALM Évreux Basket (Pro B)
  -  Donar Groningen (Eredivie)

## Palmarès
- Coupe d'Autriche 2014 (Kapfenberg)
- Coupe des Pays-Bas 2015 (Groningue)

## Récompenses
- Sélectionné dans l'équipe type Eredivisie 2015
- Sélectionné au All Star Game néerlandais 2011 et 2015
- MVP de Bundesliga autrichienne 2014